# أيرلندا والحرب العالمية الأولى

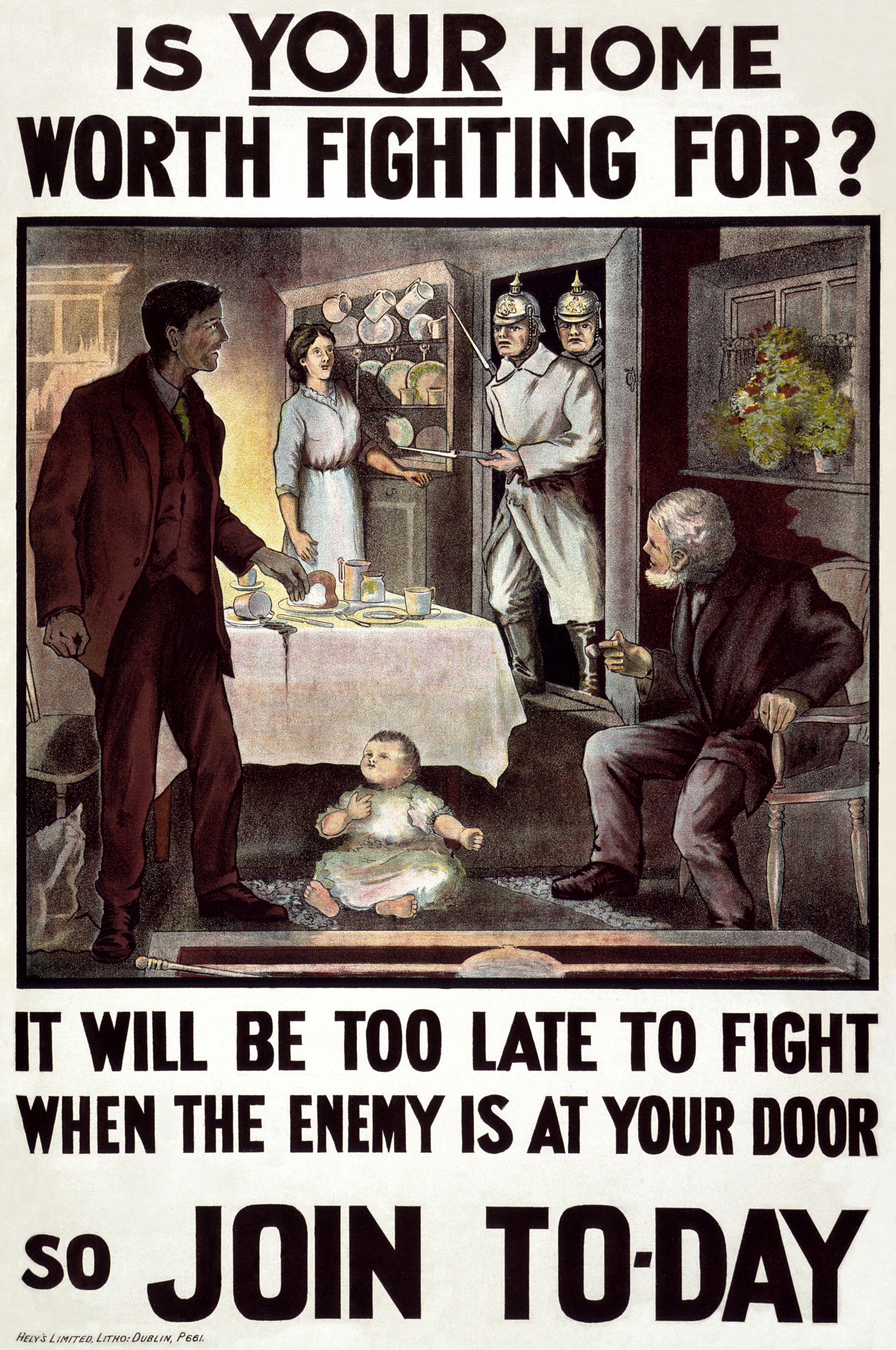

كانت أيرلندا جزءًا من المملكة المتحدة لبريطانيا العظمى وأيرلندا خلال الحرب العالمية الأولى (1914-1918) وقد دخلت هذه المملكة الحرب في أغسطس من عام 1914 كواحدة من دول الوفاق الثلاثي إلى جانب كل من فرنسا وروسيا. قررت المملكة المتحدة، وبسبب مشاكل القوى الجيوسياسية، إعلان الحرب على دول المركز والتي تتكون من ألمانيا والإمبراطورية النمساوية المجرية والإمبراطورية العثمانية ومملكة بلغاريا.
كانت تجربة المواطنين الأيرلنديين للحرب معقدة واختلفت الذكريات التي يحملونها عنها، وذلك بسبب حدوثها خلال الحقبة الثورية الأيرلندية. عند اندلاع الحرب، دعم معظم المواطنون الأيرلنديون الحرب بمختلف انتماءاتهم السياسية وبنفس طريقة دعم نظرائهم البريطانيين لها، وساند قادة الحركات القومية والوطنية الجهود الحربية البريطانية في بادئ الأمر. خدم العديد من الأيرلنديين الكاثوليك والبروتستانت في القوات البريطانية وبشكل موسع، انضم معظمهم إلى ثلاث فرق عسكرية منشأة خصيصًا لهم، في حين خدم الآخرون في جيوش الإمبراطورية البريطانية والولايات المتحدة الأمريكية، ويُعد الجندي الأيرلندي جون تي. بّراوت مثالًا لخدمة الأيرلنديين في جيش الولايات المتحدة الأمريكية. قاتل أكثر من 200,000 رجلٍ أيرلندي في الحرب وفي ميادين عديدة. مات نحو 30,000 من الجنود الأيرلنديين الذين يقاتلون ضمن الفرق الأيرلندية العسكرية التابعة للقوات البريطانية، ونحو 49,400 جندي إجمالًا.
في عام 1916، استغل الجمهوريون الأيرلنديون الحرب القائمة لإعلان جمهورية أيرلندية مستقلة وشن ثورة مسلحة ضد الحكم البريطاني في دبلن، وقد حاولت ألمانيا دعم هذه الثورة. بالإضافة إلى هذا، ولّدت نية بريطانيا في فرض التجنيد الإلزامي في أيرلندا في عام 1918 إلى موجة سخط واسعة وبقي هذا القرار حبرًا على ورق.
بعد نهاية الحرب، فاز الأيرلنديون الجمهوريون بالانتخابات الأيرلندية العامة لسنة 1918 وأعلنوا الاستقلال الأيرلندي. قاد هذا إلى نشوب حرب الاستقلال الأيرلندي (1919-1922) والتي دارت بين الجيش الجمهوري الأيرلندي والقوات المسلحة البريطانية. قاتل جنودٌ عسكريون متقاعدون إلى جانب القوات العسكرية البريطانية والجيش الجمهوري الأيرلندي، ويُعد توم باري مثالًا على الجنود المتقاعدين الذين حاربوا إلى صف الجيش الجمهوري الأيرلندي. انتهت هذه الحرب مع توقيع المعاهدة الإنجليزية الأيرلندية والتي أدت إلى نشوب الحرب الأيرلندية الأهلية (1922-1932) بين القوات الداعمة للمعاهدة والقوات المناهضة لها. انتصرت القوات الداعمة للمعاهدة وقُسمت أيرلندا بعد ذلك، واحتلت الدولة الأيرلندية الحرة معظم مساحة الجزيرة الأيرلندية.

تعد العبارات المنسوبة للمتطوع القومي والشاعر فرانسيس ليدويج، والذي توفي أثناء التحضير لمعركة باشنديل في عام 1917، أفضل مثالٍ على تغير الشعور القومي تجاه التجنيد والحرب وتجاه الألمان والبريطانيين.
«التحقتُ بالقوات البريطانية المسلحة لأنها وقفت بين أيرلندا وعدوٍ مشترك لحضارتنا، ولا يمكنني السماح لها القول أنها دافعت عنا في حين جلوسنا في منازلنا وعدم فعلنا لشيء سوى إصدار القرارات»
قال فرانسيس بعد إعدام قادة ثورة عيد الفصح في عام 1916 -من ضمنهم صديقه ومُرشده الأدبي توماس ماكدونا- خلال أخذه لإجازة عسكرية: 
«لو أخبرني أحدهم الآن أن الألمان قادمون إلينا من الحائط الخلفي، فلن أبذل مجهودًا لإيقافهم. يُمكن لهم أن يأتوا!»

## التمهيد للحرب الكبرى

### المناخ السياسي في أيرلندا
سُبقت الحرب العالمية الأولى في أيرلندا بأزمة سياسية كبرى نابعة من الخلاف حول الحكم الذاتي أو ما يُعرف بالإدارة الذاتية الأيرلندية.
سُجّل القانون الثالث للحكم الذاتي في المدونات القانونية وبموافقة ملكية في 18 سبتمبر من عام 1914. لكن على الرغم من هذا، فقد عُلّق تنفيذ هذا القانون خلال فترة الحرب. علاوةً على هذا، فقد جابه هذا القانون معارضةٌ شرسة من قبل الاتحاديين المتركزين في محافظة أولستر. في عام 1913، شكّل المعارضون لهذا القانون ميليشيا مسلحة عُرفت باسم «متطوعي أولستر» من أجل مقاومة تطبيق قانون الحكم الذاتي أو استثناء محافظة أولستر من تبعات هذا القانون. استجاب القوميون لهذا الحِراك من خلال تأسيس ميليشيا منافسة عُرفت باسم «المتطوعين الأيرلنديين» وذلك من أجل «الدفاع عن الحقوق الدستورية للمواطنين الأيرلنديين»، وتسليط ضغطٍ على الحكومة البريطانية من أجل الوفاء بوعدها في تنفيذ قانون الحكم الذاتي. بدت المواجهة بين المجموعتين المسلحتين ممكنة في الأشهر المبكرة من عام 1914. هدَأت هذه الأزمة مؤقتًا بعد اندلاع الحرب العالمية الأولى.

### الاستجابة القومية
في 3 أغسطس من عام 1914، أعلن عضو البرلمان وقائد الحزب البرلماني الأيرلندي جون ردموند في مجلس عموم المملكة المتحدة أن الحكومة قد تسحب جميع قواتها من أيرلندا وهذا يعني وقوع مهمة حماية ساحل أيرلندا من الغزو الأجنبي على عاتق أبنائها المسلحين. لاقت مبادرة «الدفاع عن الوطن» التي أطلقها ردموند ترحيبًا واسعًا لكن ليس من قبل جميع المتطوعين الأيرلنديين.

وجد ردموند نفسه تحت ضغط كبير يدفعه لإظهار الالتزام، وذلك بعد حث القائد الاتحادي إدوارد كارسون لمتطوعي أولستر على فتح التجنيد في فرقة أولستر العسكرية في الثالث من سبتمبر إضافةً إلى تمرير مشروع قانون الحكم الذاتي وتحوله إلى قانون مشرَّع في 17 سبتمبر. في 20 سبتمبر، دعى ردموند المتطوعين الأيرلنديين إلى الانخراط في الأفواج الأيرلندية التابعة للجيش البريطاني لدعم جهود الدول المتحالفة في الحرب العالمية الأولى، وذلك خلال خطابٍ ألقاه في مدينة وودن برج في مقاطعة ويكلاو. آمن ردموند بتهديد هيمنة القيصرية الألمانية وتوسعها العسكري لحرية أوروبا وكان على أيرلندا أن تتصدى لها، خاصةً بعد حصولها على الحكم الذاتي من خلال تمرير مشروع القانون الثالث للحكم الذاتي في عام 1914.
«ستبذل أيرلندا ما بوسعها في جميع أماكن إطلاق النار، للدفاع عن الحق والحرية والدين في هذه الحرب. وإن لم نفعل هذا، فسيُلازمنا العار إلى الأبد»
جاء نداء ردموند في وقتٍ تعاظمت فيه المشاعر بعد توغل الألمان السريع في دولة بلجيكا المحايدة وتهديدهم لباريس. دعم العديد من القادة البرلمانيين الآخرين قرار ردموند مثل عضو البرلمان ويليام أوبراين والعضو توماس أودونيل والعضو جوزيف ديلفن.
انقسم الأيرلنديون المتطوعون، الذين بلغ عددهم 180,000 متطوعٍ، في مساندتهم لقرار ردموند في دعم جهود بريطانيا الحربية. تبع معظم هؤلاء ردموند في قراره هذا وشكلوا ما عُرف باسم «المتطوعون الوطنيون». خدم 25,000 من هؤلاء في الأفواج الأيرلندية التابعة للجيش البريطاني الجديد خلال الحرب العالمية الأولى. أعلن المتطوعون المتبقون تحت قيادة أوين ماكنيل، البالغ عددهم 10,000 متطوع، الحفاظ على وحدة صفوفهم والبقاء في أيرلندا حتى تمرير قانون الحكم الذاتي. تطوَّع 100,000 فرد إضافي من جميع أنحاء أيرلندا في الفرق العسكرية للجيش البريطاني الجديد خلال فترة الحرب، والذين لم ينتموا إلى المتطوعين الوطنيين.
تطوع ابن ردموند، ويليام ريدموند، في الجيش، إضافة إلى أخيه عضو البرلمان ويلي ردموند، على الرغم من عبوره لسن الخمسين عامًا. تطوعوا ضمن مجموعةٍ من أعضاء البرلمان الأيرلندي المتطوعين، وهم السير جون إيزموند وستيفن غوين ودانييل شيهان إضافةً إلى عضو البرلمان السابق توم كيتل. ساندت الكنيسة الكاثوليكية في أيرلندا الحرب في البداية تحت شعار «أنقذوا بلجيكا الكاثوليكية».
مع ذلك، رفض كل من القوميين الأيرلنديين المتعصبين والمتطوعين الأيرلنديين المتبقين وتنظيم الأخوة الجمهورية الايرلندية السري المشاركة الأيرلندية في الحرب إلى جانب بريطانيا. عارضوا تجنيد المواطنين الأيرلنديين في صفوف الجيش البريطاني بشدة إضافةً إلى تحضير عناصر منهم لتمرد مسلح سري ضد الحكم البريطاني في أيرلندا في ما عُرف لاحقًا باسم «ثورة عيد الفصح 1916».